# Elias Hagen
Elias Kristoffersen Hagen, född 20 januari 2000 i Oslo, är en norsk fotbollsspelare som spelar för norska Vålerenga. Han representerar även det norska U21-landslaget.